# Modrá Hůrka
Modrá Hůrka (en allemand : Blau Hurka) est une commune du district de České Budějovice, dans la région de Bohême-du-Sud, en République tchèque. Sa population s'élevait à 101 habitants en 2023.

## Géographie
Modrá Hůrka se trouve à 10 km au sud-est de Týn nad Vltavou, à 23 km au nord-nord-est de České Budějovice et à 100 km au sud de Prague.
La commune est limitée par Horní Kněžeklady et Žimutice au nord, par Dolní Bukovsko à l'est et par Žimutice au sud et à l'ouest.

## Histoire
La première mention écrite du village date de 1354.

## Galerie

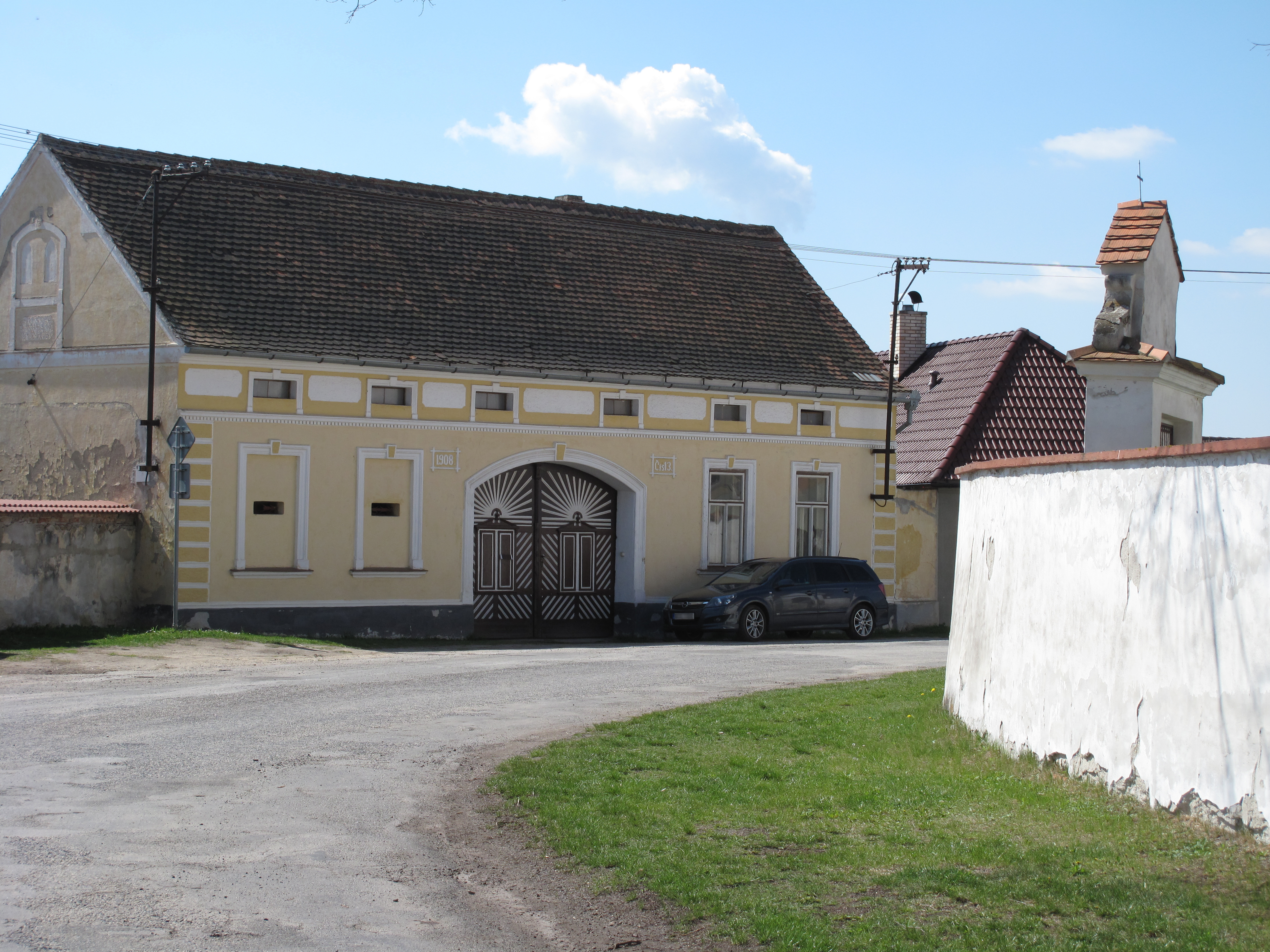
Maison rurale.
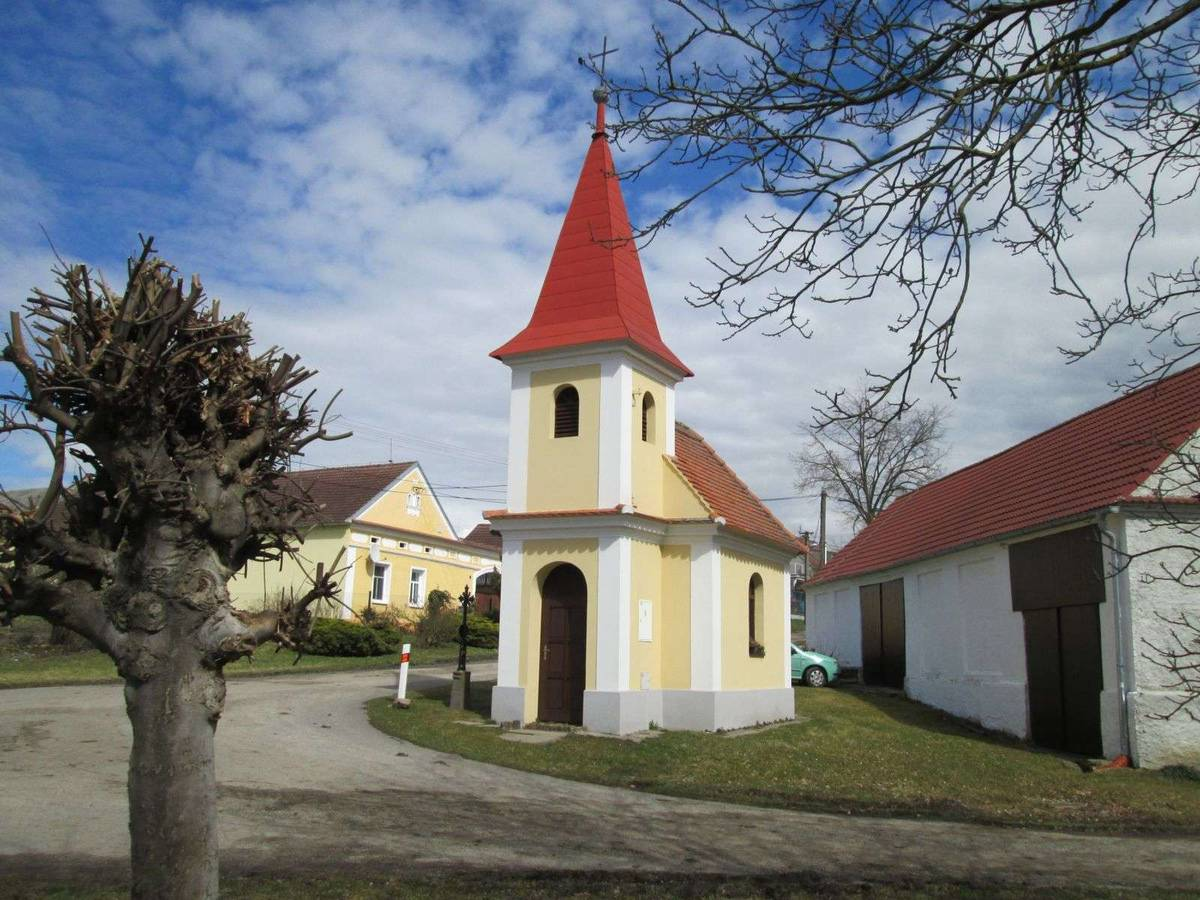
Chapelle à Pořežánky.

## Transports
Par la route, Modrá Hůrka se trouve à 11 km du centre de Týn nad Vltavou, à 29 km de České Budějovice et à 128 km de Prague.

## Source
- (cs) Cet article est partiellement ou en totalité issu de l’article de Wikipédia en tchèque intitulé « Modrá Hůrka » (voir la liste des auteurs).